# Smittium minutisporum
Smittium minutisporum är en svampart som beskrevs av Lichtw., Siri & M.M. White 2006. Smittium minutisporum ingår i släktet Smittium och familjen Legeriomycetaceae.   Inga underarter finns listade i Catalogue of Life.